# سكوت فريزر
سكوت فريزر (بالإنجليزية: Scott Fraser) (30 مارس 1995 بدندي في المملكة المتحدة - ) هو لاعب كرة قدم بريطاني في مركز الوسط. لعب مع دندي يونايتد وأردريونيانز.

## وصلات خارجية
- سكوت فريزر على موقع قاعدة بيانات كرة القدم.إي يو (الإنجليزية)
- سكوت فريزر على موقع Soccerbase.com (لاعب) (الإنجليزية)
- سكوت فريزر على موقع Soccerway.com (الإنجليزية)